# 北街街道 (石嘴山市)
北街街道，是中华人民共和国宁夏回族自治区石嘴山市惠农区下辖的一个乡镇级行政单位。

## 行政区划
北街街道下辖以下地区：
公园社区、渡口社区和朝阳社区。